# 鶏口となるも牛後となるなかれ
鶏口となるも牛後となるなかれ（けいこうとなるもぎゅうごとなるなかれ）は、古代中国からのことわざ。

## 概要
大きな組織に入ってそこの末端として使われるよりも、小さな組織の頂点になれということを意味する。強い勢力のある者に従うよりも、小さくても独立してそこの頭になれということである。

### 由来
この言葉は中国の書物である『戦国策』の韓策に出てくる蘇秦の言葉が由来である。それによると紀元前4世紀の戦国時代の中国には、秦という国が強大化しており、他の6国は存亡の危機にさらされていた。そこで蘇秦は秦に対抗するために6国が同盟を結ぶのが得策だと考えて、各国の王を説得に回った。だがこのときに韓という国の王は弱小国との同盟を渋り蘇秦の提案を受け入れようとはしなかった。この時に蘇秦が韓の王を説得するために用いていた言葉というのが鶏口となるも牛後となるなかれなのであった。